# Guthrie Theater

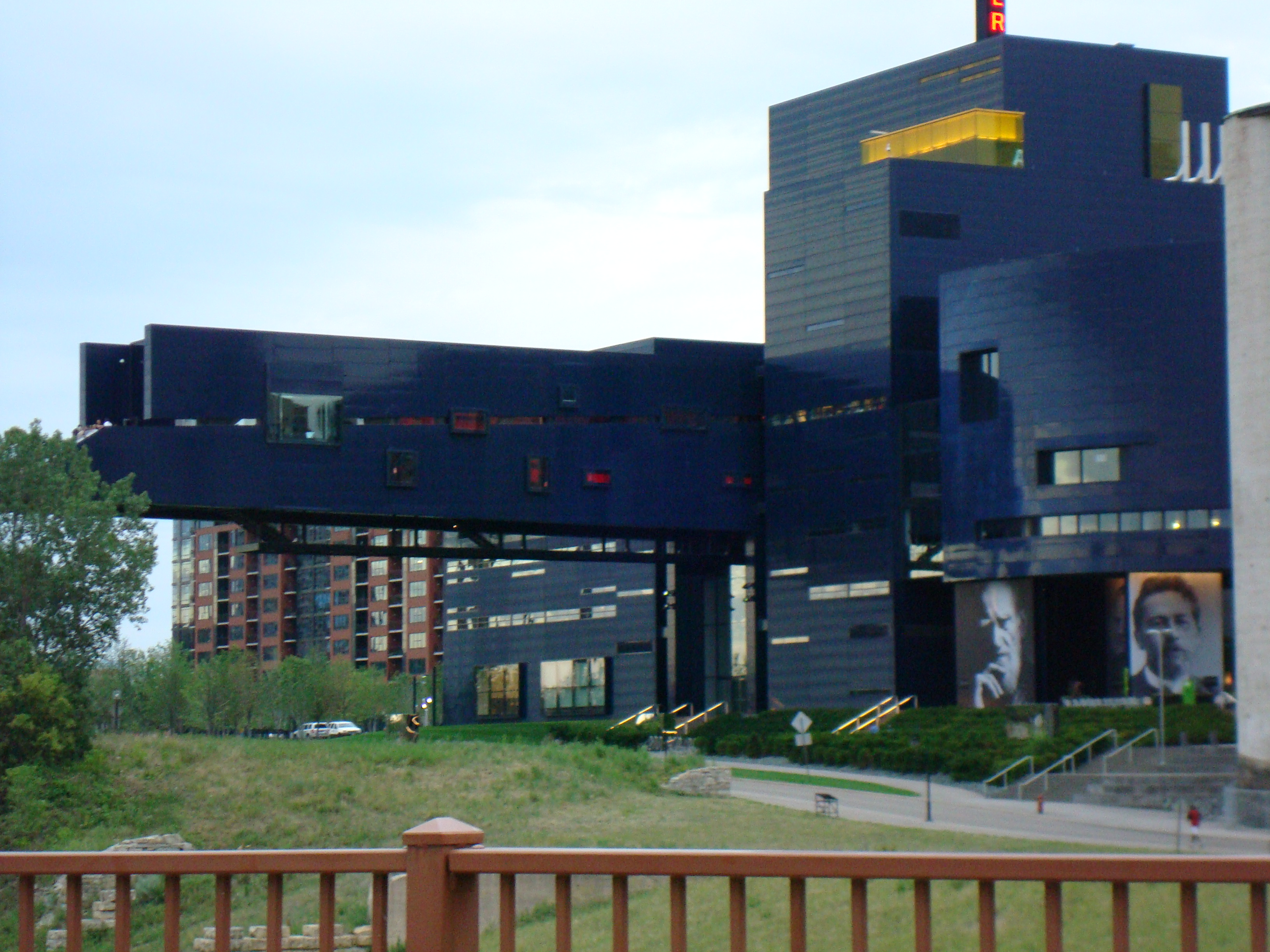
Guthrie Theater

Guthrie Theater är ett teatercentrum i Minneapolis, Minnesota, USA, inkluderande teaterproduktion och teaterutbildning. Det är resultatet av en önskan av Tyrone Guthrie, Oliver Rea och Peter Zeisler att få skapa en bofast skådespelerifirma som skulle producera och framträda klassikerna i en atmosfär borttagen från den kommersiella pressen på Broadway.
Företaget har verkat i två huvudsakliga byggnader. Den första byggnaden formgavs av arkitekten Ralph Rapson och innehöll en scen med 1 441 säten formgivna av Tanya Moiseiwitsch, som var aktiv från 1963 till 2006. Efter att teatern stängde ner mellan 2005 och 2006 flyttade man till den nuvarande byggnaden formgiven av den franska arkitekten Jean Nouvel.